# ليث فائز الأيوبي
ليث فائز الأيوبي شاعر عراقي، عضو اتحاد الأدباء والكتاب العراقيين وعضو في هيئة تحرير مجلة الأقلام. يعد من أبرز شعراء جيل التسعينيات الذي ظهر في العراق في أعقاب حرب الثماني سنوات رغم ابتعاده عن الأضواء.